# Casa Cecilia
Casa Cecilia è una serie televisiva italiana di Lidia Ravera ed Emanuele Vacchetto, diretta da Vittorio De Sisti, con protagonisti Delia Scala e Giancarlo Dettori, innovativa per i temi trattati e il linguaggio utilizzato. 

## Produzione
Andò in onda su Rai 1 per tre stagioni in prima serata: nel 1982, nel 1983 con il titolo Casa Cecilia (un anno dopo) e nel 1987 con il titolo Casa Cecilia (Anno 3°).
La prima puntata fu trasmessa mercoledì 3 marzo 1982, l'ultima il 17 giugno 1987. La prima serie si componeva di 6 episodi, la seconda e la terza di 7. La seconda serie si distinse dalle altre per una particolarità: dopo la messa in onda dell'episodio, prevedeva anche un'appendice, La posta di Casa Cecilia, in cui Delia Scala leggeva e rispondeva ad alcune lettere inviate da telespettatori, che le rivolgevano domande riguardanti la vita familiare.
Le serie sono state replicate da TV2000 dal 30 luglio al 24 agosto 2012, dal lunedì al venerdì in prima serata e poi riproposte dal 10 settembre 2020 su Rai 1 a cadenza settimanale durante la fascia notturna, solo le prime due stagioni, fino al 3 dicembre 2020, e ripreso dal 14 gennaio 2021, con la terza stagione, sempre nella fascia notturna, fino al 25 febbraio 2021.

## Descrizione
La serie ha per protagonista la famiglia Tanzi: il capofamiglia, Aldo Tanzi (Giancarlo Dettori), è uno scrittore di gialli non proprio di successo, la moglie, Cecilia (Delia Scala), è un'affermata dentista. La coppia, che ha tre figli di età e caratteri differenti - Terry (Stefania Graziosi), Ugo (Davide Lepore) e Gabriele (Claudio Mazzenga) - si trova quotidianamente alle prese con i problemi di coppia e con quelli adolescenziali della prole.

## Guest-star apparse nella serie
Ogni puntata della serie prevedeva solitamente la presenza di qualche guest-star. Tra queste, figurano (in ordine alfabetico):
Prima Stagione:
- Pippo Baudo, episodio 1x01 (nel ruolo di se stesso)
- Franco Citti, episodio 1x01
- Franco Graziosi, episodio 1x01
- Mico Cundari, episodio 1x02
- Nando Gazzolo, episodio 1x02
- Silvia Monelli, episodio 1x02
- Marta Zoffoli, episodio 1x02
- Gérard Landry, episodio 1x03
- Franco Volpi, episodi 1x03, 3x04
- Jacques Sernas, episodio 1x04
- Alida Valli, episodi 1x03, 3x04
- Sylva Koscina, episodio 1x05
- Isabella Goldmann, episodio 1x06

Seconda stagione:
- Flavio Bucci, episodio 2x01
- Linda Celani, episodio 2x02
- Caterina Sylos Labini, episodio 2x02
- Iris Peynado, episodio 2x03
- Luca Barbareschi, episodio 2x03
- Antonio Casagrande, episodio 2x04
- Giacomo Furia, episodio 2x05
- Elsa Vazzoler, episodio 2x05
- Ettore Conti, episodio 2x06
- Eugenio Masciari, episodio 2x06
- Franca Tamantini, episodio 2x06
- Luciano Salce, episodio 2x07

Terza stagione:
- Gabriella Giorgelli, episodio 3x03
- Liliana Gerace, episodio 3x04
- Ugo Pagliai, episodio 3x06
- Laura Troschel, episodio 3x06

## Episodi
| Stagione                                      | Episodi | Prima TV |
| --------------------------------------------- | ------- | -------- |
| Prima stagione: Casa Cecilia                  | 6       | 1982     |
| Seconda stagione: Casa Cecilia (un anno dopo) | 7       | 1983     |
| Terza stagione: Casa Cecilia (Anno 3°)        | 7       | 1987     |

## Sigle
Vanno ricordate le sigle iniziali e finali delle tre stagioni diverse, realizzate a cartoni animati.
Nella prima stagione la sigla animata è stata realizzata da Giuliana Serano e Giorgio Castrovillari, con la musica eseguita da Paolo Casa. Nella seconda stagione, invece, venne realizzata da Francesco Maurizio Guido in arte Gibba e Lello Fantasia, che quest'ultimo realizza solo la terza stagione, mentre la sigla intitolato: "Day After Day", eseguito da Pippo Caruso in due distinte versioni, la sigla di apertura eseguito in modo strumentale accompagnato dal sassofono e dalla chitarra elettrica, mentre in sigla di chiusura in versione cantata, interpretata da Massì. Infine nella terza stagione eseguito da Guido e Maurizio De Angelis, che nella sigla di apertura venne suonato in modo breve, mentre in quello di chiusura in modo estesa.